# Living the Dream
Living the Dream ist das vierte Studioalbum des Gitarristen Slash. Das Album entstand in Zusammenarbeit mit dem Sänger Myles Kennedy, Bassist Todd Kerns und Schlagzeuger Brent Fitz und enthält zwölf Songs. Veröffentlicht wurde es am 21. September 2018 von Snakepit Records und dem Produzenten Michael Baskette, dieser produzierte auch das im Jahre 2014 veröffentlichte Album World on Fire. Das Album wurde als CD und Doppel-LP veröffentlicht.

## Titel

### A-Seite
1. The Call of the Wild (3:59)
2. Serve Your Rights (5:12)
3. My Antidote (4:17)

### B-Seite
1. Mind Your Manners (3:38)
2. Lost Inside the Girl (6:30)
3. Read Between the Lines (3:37)

### C-Seite
1. Slow Grind (3:35)
2. The One You Loved Is Gone (4:50)
3. Driving Rain (4:10)

### D-Seite
1. Sugar Cane (3:09)
2. The Great Pretender (5:25)
3. Boulevard of Broken Hearts (4:06)

## Entstehung
Die ersten Songideen entstanden 2014 und 2015 während der Tournee zum vorherigen Album World on Fire. Laut Slash sind die meisten Song während der Tournee geschrieben worden, da sie nur hier alle zusammen sind, dazu wurden Umkleideräume, Hotelzimmer aber auch Tourbusse benutzt. Dann wurde das Projekt vorerst wegen Slashs Involvierung in die Tour seiner Band Guns n’ Roses verschoben. Die Proben begannen 2018, in diesem Jahr wurden auch noch einige Songs geschrieben. Die Aufnahmen wurden von Michael Baskette in einem kleinen einstöckigen Haus produziert, in das ein digitales Studio (Snakepit 2) eingebaut wurde.

## Tour
| Datum      | Ort                |
| ---------- | ------------------ |
| 13.09.2018 | Los Angeles, CA    |
| 15.09.1018 | Phoenix, AZ        |
| 16.09.2018 | Del Mar, CA        |
| 18.09.2018 | Salt Lake City, UT |
| 19.09.2018 | Denver, CO         |
| 21.09.2018 | Tulsa, OK          |
| 22.09.2018 | Thackerville, OK   |
| 24.09.2018 | Austin, TX         |
| 26.09.2018 | Houston, TX        |
| 28.09.2018 | Louisville, KY     |
| 29.09.2018 | New Buffalo, MI    |
| 01.10.2018 | Montclair, NJ      |
| 02.10.2018 | Silver Spring, MD  |
| 04.10.2018 | Rama, Kanada       |
| 05.10.2018 | New York, NY       |
| 06.10.2018 | Uncasville, CT     |
| 09.10.2018 | Huntington, NY     |
| 10.10.2018 | Philadelphia, PA   |
| 11.10.2018 | Boston, MA         |
| 14.10.2018 | Sacramento, CA     |